# Pristànnoie
Pristànnoie (en rus: Пристанное) és un poble de l'óblast de Saràtov, a Rússia, segons el cens del 2010 tenia 437 habitants. Pertany al districte municipal de Saràtov.